# Tremisse
Il tremisse era una moneta del tardo Impero romano, il cui valore era uguale ad un terzo di solido, con un peso di 1/216 della libbra romana, cioè tra 1,49 e 1,52 g.
Il tremisse fu coniato per la prima volta tra il 383 ed il 384 dall'imperatore Magno Massimo (383–388); all'inizio del V secolo ne fu coniata una grande quantità. 
Tremissi d'oro furono coniati per breve tempo sotto Carlo Magno nelle zecche della Toscana e dell'Italia settentrionale. Tremissi furono coniati anche da Franchi, Visigoti, Longobardi e Merovingi.